# Richard Parra
Richard Cley Parra Mendez (Estado Mérida, 24 de agosto de 1964) en un exciclista profesional venezolano.
Ganó la Vuelta a Venezuela, participó en la Vuelta al Táchira y en los Juegos Panamericanos, además de estar en otras competiciones nacionales.

## Palmarés
1983
- 3.º en Juegos Panamericanos de 1983, Ruta, Caracas  Venezuela

1988
- 3.º en 1.ª etapa parte A Vuelta al Táchira, Santa María del Caparo  Venezuela
- 5.º en 5.ª etapa Vuelta al Táchira, Tovar  Venezuela
- 3.º en 8.ª etapa parte A Vuelta al Táchira, Táriba  Venezuela
- 1.º en Clasificación General Final Vuelta a Venezuela  Venezuela

1990
- 49.º en Giro del Piemonte  Italia

1991
- 1.º en 6.ª etapa Clásica de Bailadores, Bailadores  Venezuela
- 2.º en Campeonato de Venezuela de Ciclismo en Ruta, Ruta, Elite  Venezuela
- 143.º en Milán-San Remo, Milán  Italia

## Grandes vueltas
| Carrera                  | 1991 |
| ------------------------ | ---- |
| Giro d'Italia            | 78°  |
| Le Tour de France        | -    |
| Vuelta Ciclista a España | -    |

## Equipos
- 1983  Tocar Metalcar, Mérida
- 1985  Asamblea Legislativa -Gobernación, Mérida
- 1986  Policía-Gobernación, Trujillo
- 1988  Desurca Cadafe
- 1990  Selle Italia
- 1992  CIEMAT
- 1993  Club Cadafe